# John Meares

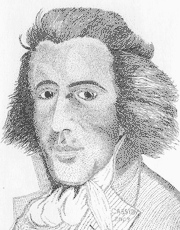
John Meares

John Meares (* vermutlich 1756; † 1809) war ein englischer Seefahrer, Navigator und Entdecker sowie Marinesoldat.

## Leben und Wirken
Meares trat der Royal Navy im Alter von 15 Jahren als Kapitäns-Kabinenjunge bei und tätigte mehrere Reisen nach Neufundland, Labrador und Grönland als Matrose und Offizieranwärter. 1778 wurde er im Alter von 22 Jahren zum Lieutenant befördert. Danach nahm er während des Amerikanischen Unabhängigkeitskrieges an Aktionen in den Westindischen Inseln gegen die Franzosen teil.
Nach Beendigung des Krieges 1783 war er zeitweise unter Halbsold vom aktiven Dienst bei der Royal Navy freigestellt. 1785 segelte er auf einem Handelsschiff nach Kalkutta, um dort sein Glück zu versuchen. Auf dieser Reise studierte er ausführlich die soeben erschienene Auflage über Kapitän Cooks dritte Weltreise. Darin befand sich eine Beschreibung über den Handel mit Seeotterpelzen zwischen der Mannschaft Cooks und den Indianern am Nootka Sound (Vancouver Island, heute British Columbia, Kanada). Diese Pelze wurden später von der Mannschaft Cooks zu sehr hohen Preisen in Kanton an chinesische Händler verkauft (70–90 $ pro Stück).
1786 hatte Meares genug Interessenten und Geld zusammen, um selbst eine Pelzexpedition an die amerikanische Nordwestküste durchzuführen. Er segelte mit dem 200 Tonnen großen Segelschiff Nootka zum Prinz-William-Sund und überwinterte dort 1786/87. Dabei unterschätzte er die harschen Verhältnisse des Winters in Alaska. Nur wenige, darunter er selbst, überlebten knapp.
In Macao organisierte er eine zweite Expedition, zu der er am 22. Januar 1788 mit zwei Segelschiffen aufbrach. Er errichtete in der Bucht Friendly Cove am Eingang des Nootka Sounds eine temporäre Hütte (Meares behauptete später, das Land 'gekauft' zu haben) und versprach dem örtlichen Häuptling Maquinna bei seiner Abreise, im nächsten Jahr wiederzukommen und eine permanente britische Siedlung zu errichten. In diesem Jahr wurde das erste Schiff an dieser Küste, die Northwest America, aus mitgebrachten, vorgefertigten Teilen gebaut.
Bei seiner erneuten Rückkehr nach Macao machte er 1788/89 die Bekanntschaft von James Colnett, wie er ein zeitweise aus der Royal Navy entlassener Offizier. Colnett erhielt den Gesamtbefehl über vier Schiffe, die im Jahr 1789 an der Nordwestküste Pelzhandel treiben und eine permanente Siedlung im Nootka Sound errichten sollten. Die vier Schiffe gehörten einer britischen Investorengruppe, deren hauptsächliche Vertreter die Brüder Etches aus London waren. Meares blieb als örtlicher Repräsentant in Macao.

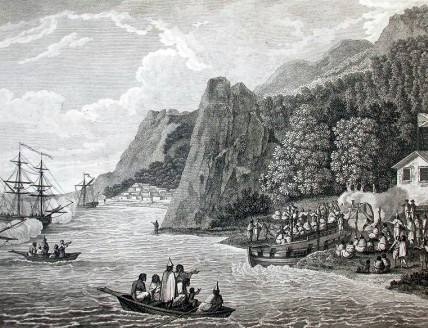
Ankunft der Schiffe des Meares im Nootka-Sund

Als Colnett im Frühjahr 1789 den Nootka-Sund erreichte, befand sich bereits der Spanier Martinez dort. Die Spanier hatten aus Furcht vor den aus Alaska nach Süden drängenden Russen und anderen Nationen ebenso den Plan, sich permanent im Nootka-Sund anzusiedeln und so ihre Pazifikküste zu sichern. Martinez kaperte insgesamt vier britische Schiffe (zwei davon fuhren allerdings aus unlauteren Motiven unter portugiesischer Flagge) und löste so 1789 die Nootka-Sound-Kontroverse aus. Nach Bekanntwerden der Umstände im Nootka-Sund in Großbritannien im Januar 1790 spitzte sich diese Affäre im Laufe des Jahres dramatisch zu. Beide Nationen mobilisierten ihre Marine; ein Kriegsausbruch über das Recht, an der amerikanischen Nordwestküste zu siedeln und Handel zu treiben, stand unmittelbar bevor. Im letzten Moment gab die spanische Regierung unter Floridablanca einem 10-Tage-Ultimatum der Regierung Pitt d. J. nach, und am 28. Oktober 1790 wurde die Kontroverse mit der ersten Nootka-Konvention friedlich beigelegt. Detailverhandlungen liefen noch bis 1795, die mit dem völligen Verlassen der Gegend durch beide Nationen endete.
Meares legte bei seiner Rückkehr von Macao nach Großbritannien in seiner Denkschrift (Memorial) im April 1790 für die britische Regierung Zeugnis ab und veröffentlichte 1791 seine Reisebeschreibung Voyages in the Years 1788-'9 from China to the Northwest Coast of America. Der britische Seefahrer George Dixon (der auf seiner Fahrt mit Portlock 1787 Meares in Alaska am Ende seiner desaströsen Überwinterung getroffen hatte) warf diesem jedoch vor, dass er neben anderen Punkten darin auch Entdeckungen anderer Seefahrer als die seinen deklariert habe. Aus diesem Grunde verfasste Dixon drei Pamphlete, in denen er seine Position darlegte. Dieser Vorgang wurde als 'Dixon-Meares Kontroverse' bekannt.
Nach Beendigung der Kontroverse nahm Meares den Dienst in der Royal Navy wieder auf und wurde 1795 zum Commander befördert. Ein Jahr später befand er sich im Pressdienst in Irland. 'Pressen' war der Ausdruck für die brutale Art und Weise, wie die Royal Navy Seeleute rekrutierte; hier für den ausgebrochenen Revolutionskrieg mit Frankreich.
John Meares starb vermutlich im Alter von 53 Jahren am 29. Januar 1809 in Bath, England.
Meares war einer der Protagonisten des pazifischen Seeotterpelzhandels, der insbesondere nach der dritten Reise von James Cook unter den europäischen Nationen florierte. Er war nicht der erste unter ihnen (der Brite James Hanna war schon 1785 im Nootka Sound), noch war er der erfolgreichste. Berühmtheit erhielt Meares durch die Nootka-Sound-Kontroverse, in der er für die Pitt-Regierung ein willkommener (und wohl auch willfähriger) 'Bauer' im britisch-spanischen Schachspiel wurde. Das Nachgeben Spaniens auf massiven Druck Großbritanniens in der Nootka-Sound-Kontroverse wird allgemein als der Anfang vom Ende des spanischen Kolonialreiches in Amerika angesehen. Schon 1810, 20 Jahre nach der Kontroverse, begannen sich die ersten Staaten Lateinamerikas für unabhängig zu erklären.
Cape Meares im heutigen US-Bundesstaat Oregon und Meares Island (British Columbia, Kanada) wurden nach ihm benannt.